# Pożar lasu w nadleśnictwie Rudy Raciborskie

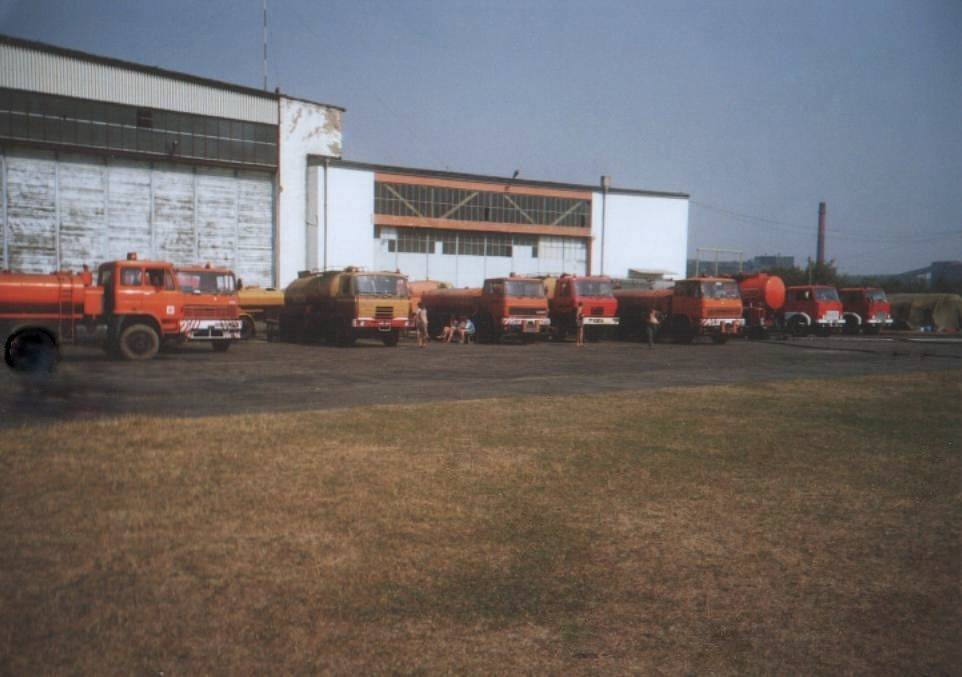
Samochody strażackie na lotnisku Gliwice-Trynek w czasie pożaru

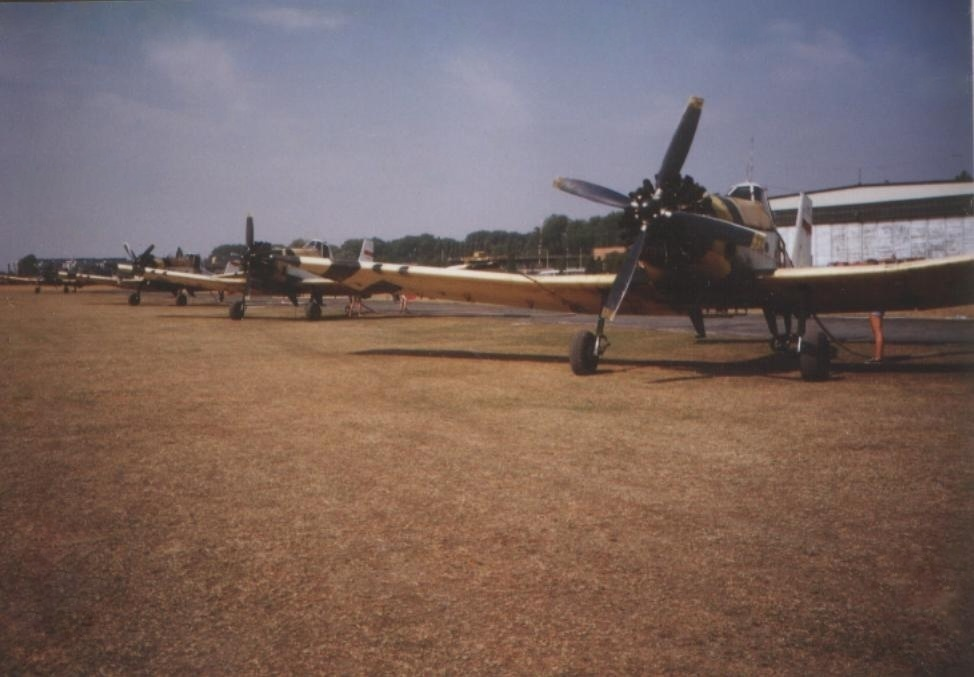
Samoloty gaśnicze na płycie lotniska Gliwice-Trynek

Pożar lasu w nadleśnictwie Rudy Raciborskie – największy pożar, jaki miał miejsce w Polsce oraz Europie Środkowej po II wojnie światowej. Pożar który dotknął las w rejonie Kuźni Raciborskiej, Kędzierzyna-Koźla, Rud Raciborskich i Rudzińca trwał od 26 do 30 sierpnia 1992 i strawił 9062 ha (90,62 km²).

## Historia
Pożar rozpoczął się 26 sierpnia 1992 roku około godziny 13.50 i chwilę później został zauważony w oddziale 109 (przy linii kolejowej łączącej Racibórz z Kędzierzynem–Koźlem) leśnictwa Kiczowa, nadleśnictwa Rudy Raciborskie, w pobliżu miejscowości Solarnia.
Warunki meteorologiczne były wyjątkowo sprzyjające pożarowi – temperatury ponad 32 °C, 30 sierpnia w Kaliszu i Łodzi zanotowano 38 °C. Występował silny wiatr z południa; w Tatrach wiał wiatr halny, wyjątkowo niska była wilgotność ściółki leśnej.
Prawdopodobną przyczyną zapłonu była iskra spod kół hamującego pociągu. Pożar udało się ugasić dopiero cztery dni później, a jego dogaszanie trwało do 12 września. Dużą rolę podczas gaszenia odegrało masowe użycie 26 samolotów PZL M18 Dromader, zrzucających wodę na czoło ognia. Ponadto w akcji gaszenia pożaru brało udział około 1100 samochodów pożarniczych, śmigłowce, 50 cystern kolejowych i 6 lokomotyw, a także sprzęt ciężki, taki jak czołgi inżynieryjne, pługi i spychacze. W sumie w akcji gaśniczej brało udział około 10 tys. osób.
Zniszczenia na terenie nadleśnictw Rudy Raciborskie, Rudziniec i Kędzierzyn miały cechy klęski ekologicznej. W pożarze zginęły 2 osoby – strażacy: aspirant Andrzej Kaczyna z Komendy Rejonowej Straży Pożarnej w Raciborzu, awansowany pośmiertnie do stopnia młodszego kapitana i druh Andrzej Malinowski z OSP Kłodnica z Kędzierzyna-Koźla. Ofiarą została także osoba postronna. Młoda matka, 23-letnia Gabriela Dirska (odepchnęła córkę w wózku, nie odniosła obrażeń) została przygnieciona śmiertelnie przez wóz strażacki jadący do akcji gaśniczej, który wpadł w poślizg i wypadł z drogi, strażacy ucierpieli w wypadku. 50 osób odwieziono do szpitala, a lekko poszkodowanych – którym pomocy udzielono na miejscu – było ok. 2000. Spłonęło 15 wozów gaśniczych i 26 motopomp. Rozgrzany popiół pogorzeliska zniszczył 70 km węży strażackich. Spłonęło łącznie 9062 ha, 6212 ha w ówczesnym województwie katowickim i 2850 ha w ówczesnym województwie opolskim. Nie doszło do zniszczeń zabudowań i zakładów produkcyjnych.
Od 1993 roku w sierpniu odbywa się w Raciborzu dwudniowy Memoriał im. mł. kpt. A. Kaczyny i dh. A. Malinowskiego – pierwotnie wyścig kolarski, później zawody zapaśnicze o charakterze międzynarodowym połączone ze sportowymi imprezami masowymi, dwudniowym festynem i koncertami gwiazd dla upamiętnienia strażaków poległych w walce z żywiołem.